# Додекакарбонилтрирутений
Додекакарбонилтрирутений — неорганическое соединение, карбонильный комплекс рутения с формулой Ru3(CO)12.

## Получение
- Разложение пентакарбонилрутения при нагревании[1]:

{\displaystyle {\mathsf {Ru(CO)_{5}\ {\xrightarrow[{-CO}]{50^{o}C}}\ Ru_{2}(CO)_{9},Ru_{3}(CO)_{12}}}}

## Физические свойства
Додекакарбонилтрирутений образует оранжевые кристаллы.

## Химические свойства
Додекакарбонилтрирутений растворяется в большинстве органических растворителей, нерастворим в воде.